# Асоціація старих друзів (Японська імперія)
«Екіракукай» (яп. 亦楽会, досл. «Асоціація старих друзів») японська політична партія що діяла в Японській імперії на початку 20 століття.

## Історія
Японська політична партія «Асоціація старих друзів» була заснована як «Dōshikai» дослівно «Асоціація однодумців» у грудні 1912 року групою з 11 незалежних членів національного парламенту Японської імперії, більшість з яких раніше були членами японської політичної партії «Товариство відродження». У березні 1913 року «Асоціація однодумців» була перейменована на «Асоціація старих друзів», до того часу ця політична збільшила своє представництво до 29 членів сейму Японської імперії. У грудні 1913 року «Асоціація старих друзів» об'єдналася з «Клуб друзів конституції», щоб сформувати «Товариство неупередженості».